# Begonia hernandioides
Espèce
Begonia hernandioides est une espèce de plantes de la famille des Begoniaceae. Ce bégonia est originaire des Philippines. L'espèce fait partie de la section Diploclinium. Elle a été décrite en 1911 par le botaniste américain Elmer Drew Merrill (1876-1956). L'épithète spécifique hernandioides signifie « qui ressemble à Hernandia ».

## Répartition géographique
Cette espèce est originaire du pays suivant : Philippines.